# Pénzesgyőr
Pénzesgyőr est un village et une commune du comitat de Veszprém en Hongrie.

## Géographie
Le village de 367 habitants est situé dans l'un des plus beaux paysages du nord de Bakony, à 10 kilomètres à l'ouest de Zirc et au sud de Bakonybél. Sa rue principale est la  8301 route de Zirc à Nagygyimót, dans laquelle le 83 Route 111, après 13,3 kilomètres.

## Histoire
Le village et ses environs sont habités depuis l'Antiquité. Des découvertes de cuivre, de l'âge du bronze, illyriennes et celtiques de son territoire ont été découvertes ici.
Le village d'aujourd'hui a été créé par la fusion de Kisgyőr et Pénzeskút. La colonie est mentionnée comme le centre d'élevage de chevaux à Bakony, qui a acquis une solide réputation internationale. Dr. Antal Rainprecht, le porte-drapeau hongrois de l'idée paneuropéenne (4 juillet 1926).

### Maires
- 1990–1994: Dezső Páder (indépendant) [1]
- 1994–1998: Páder Rezső (indépendant) [2]
- 1998–2002: Rezső Páder (indépendant) [3]
- 2002–2006: Busz János Sándor (indépendant) [4]
- 2006-2010: János Sándor Busz (indépendant) [5]
- 2010–2014: János Sándor Busz (indépendant) [6]
- 2014-2019: Ákos Hajós (indépendant) [7]
- * À partir de 2019: Véber Arnold (indépendant) [8]

## Sites
La maison de la culture du village a été nommée d'après Mihály Vörösmarty, qui entretenait de bonnes relations avec les habitants du monastère de Bakonybél. Excellentes destinations d'excursion dans la région, par ex. la vallée de Szömörke, les grottes du mont Som, les roches rares et les nombreuses sources attirent les touristes. Un repos ininterrompu est assuré par un nouveau logement municipal composé de huit maisons en bois.